# Junqueira Freire

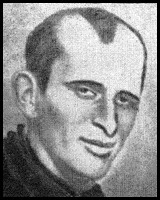
Junqueira Freire

Junqueira Freire, eigentlich Luís José Junqueira Freire (* 31. Dezember 1832 in Salvador da Bahia, Brasilien; † 24. Juni 1855 ebendort), war ein brasilianischer Mönch und Lyriker.

## Leben und Wirken
Junqueira Freire besuchte in Salvador da Bahia das Gymnasium, galt als exzellenter Schüler und war ein Vielleser. 
Mit 18 Jahren trat er in das Benediktinerkloster São Bento ein, dort erhielt er den Ordensnamen Frei Luís de Santa Escolástica und seine Ausbildung dauerte dort bis 1852. 1854 wurde er bereits wieder aus dem Orden entlassen, auf eigenen Wunsch.  Gut ein Jahr war er als Priester für das Kloster tätig. 
Am 24. Juni 1855 verstarb er im Alter von 22 Jahren in seiner Heimatstadt an den Folgen einer Herzerkrankung, an der er schon seit seiner Kindheit litt.

## Der Lyriker
Freire schrieb auch Sonette. Er gilt als wichtiger Vertreter der brasilianischen Ultraromantik.
Seine beiden einzigen Gedichtbände tragen autobiographische Bezüge. Sie sind gespickt mit den Ängsten, Selbstzweifeln, Todessehnsucht, Einsamkeit, Melancholie, aber auch von Auflehnung gegen Kirche und Gesellschaft, viele Verse tragen blasphemische Züge, Ablehnung des Zölibats, von Gelübden und Gehorsam, Offenbarung seiner latenten Homosexualität. Seine Gedichte sind eine Auflehnung gegen alles, gegen die Welt und auch gegen sich selbst. Sie sind ein Schrei, es folgt in vielen Versen dann die Reue und am Ende der literarische Tod. 
Aber auch soziale, liberale, nationale und antimonarchische Gedichte finden sich in dem Gesamtwerk.
Seine Homosexualität wurde 1850 durch das Gedicht A um moçoilo (An einen jungen blonden Mann) öffentlich bekannt.

## Charakter
Das kurze Leben des Dichters war schon vor seinem Eintritt ins Kloster von vielen Konflikten und Problemen vor allem mit der Familie geprägt. Der Eintritt ins Kloster sollte allen Problemen Abhilfe schaffen. 
Zeitlebens erfüllte ihn eine unbestimmte Todessehnsucht, die seine Herzerkrankung nur noch verstärkte. Die Suche nach dem Lebenssinn prägte ihn stark. Auch erlebte er eine starke Liebesenttäuschung, als ein Mitbruder seine Avancen nicht erwiderte. Er galt als labil und emotional schwankend.
Den Tod sah er als Freundin an und bat in Gebeten um Heilung seiner Neigung. Es gab Phasen von Glaubensmangel und Zweifel in seiner Zeit im Kloster.
Der 25. Stuhl (Cadeira) der Academia Brasileira de Letras ist nach ihm benannt. 

## Werk
- Inspirações do Claustro, 1855, Lyrik.
- Contradições Poéticas, 1855, Lyrik.

Gesamtausgabe:
- Poesias completas. 2 Bände in 1. Valverde, Rio de Janeiro 1944.